# Anhimella pacifica
Anhimella pacifica är en fjärilsart som beskrevs av Mcdunnough 1943. Anhimella pacifica ingår i släktet Anhimella och familjen nattflyn. Inga underarter finns listade i Catalogue of Life.